# Earl Carroll Vanities
Earl Carroll Vanities ist ein US-amerikanischer Musicalfilm aus dem Jahr 1945 unter der Regie von Joseph Santley, basierend auf einer Geschichte von Cortland Fitzsimmons.

## Handlung
Prinzessin Drina von Turania, einem winzigen Land in Europa, kommt zusammen mit ihrer Mutter Elena, ihrem Verlobten Großherzog Paul, Finanzminister Baron Dashek und ihrem Butler Vonce nach New York. Ihr kleines Land benötigt dringend einen Kredit und die Prinzessin sucht deswegen die amerikanischen Bankiers Thayer und Weems auf, die von der jungen Damen sichtlich beeindruckt sind.  
Während Drinas Mutter die weiteren Verhandlungen führt, um die Finanzlage des angeschlagenen kleinen Landes wieder in den Griff zu bekommen, lernt die Prinzessin, die einen Teil ihrer Ausbildung in den USA verbrachte, Tex Donnelly, die Besitzerin eines Nachtclubs, kennen. Kurze Zeit darauf wird sie Zeugin, wie Tex’ Freund Woody Herman mit seinem Orchester vergeblich auf die Starsängerin Claire Elliott wartet. Es ist ein besonderer Abend, da der berühmte Impresario Earl Carroll, der Musicals am Broadway inszeniert, im Publikum sitzt. Er sucht eine Sängerin für seine neue musikalische Revue „Vanities“ und will sich daher Claire Elliott ansehen. Claire hat sich jedoch den Knöchel verstaucht und Tex redet Drina zu, ihren Part in der von ihrem Mitarbeiter Danny Baldwin geschriebenen Show zu übernehmen. Carroll ist von Drinas Leistung so beeindruckt, dass er die Show mit sämtlichen Darstellern und Songs nur übernehmen will, wenn Drina dabei ist. Dannys Versuch, ihm zu erklären, dass Claire eigentlich der Star seiner Show ist, läuft ins Leere. Danny wirft Drina, von deren wirklicher Identität er nichts weiß, vor, Claire ihren Job stehlen zu wollen. Als Drina zurück im Hotel ist, wird sie zusätzlich von ihrer Mutter gerügt, dass sie nicht genug Einsatz für Turania zeige. 
Danny ist inzwischen klar geworden, dass er zumindest die nächsten zwei Wochen mit Drina proben muss, solange Claire ihre Knöchelverletzung auskuriert. Drina will Danny, der sie immer so herablassend behandelt hat, ärgern und weigert sich, erst Tex bringt sie dazu zu kooperieren. Auch Claire ist im Laufe der Proben beeindruckt von Drinas großem Talent, das auch Danny inzwischen überzeugt hat. Leicht ist das für ihn nicht, da er und Claire ein Paar sind. Drinas Verlobter unterstützt ihre künstlerischen Ambitionen und hilft ihr wichtige aber eher langweilige Termine abzuwenden, damit sie zu den Proben gehen kann. Danny findet immer mehr Gefallen an Drina und versichert ihr, dass seine Liebe zu Claire nur noch Gewohnheit sei. Die eifersüchtige Claire jedoch, die von Drinas wahrer Identität weiß, gibt ihr Wissen an Danny weiter. Drina versichert Danny, dass ihr eine Karriere im Showbusiness viel bedeuten würde. Claire hat aber inzwischen Drinas Mutter Elena und Finanzminister Dashek über Drinas Aktivitäten aufgeklärt. Elena besteht darauf, dass ihre Tochter sich sofort und ohne jede Erklärung zum Wohle ihres Landes von Danny und dem Theater trennen müsse. Drina willigt scheinbar ein und Danny geht davon aus, dass sie ihre Pläne aufgegeben hat, da der königliche Lebensstil ihr mehr bedeutet. Claire übernimmt ihre Rolle in der Show. Die Bank, die Turania den Kredit gewähren will, ist gleichzeitig Sponsor der Shows von Earl Carroll und daran interessiert, Drina mit ihrem großen Talent auf der Bühne zu sehen. So kommt es, dass nicht nur der Kredit gewährt wird, sondern am Eröffnungsabend der Show auch Drina auf der Bühne steht und einen Riesenerfolg feiern kann. Begeistert umarmt Danny seine Prinzessin.     

## Produktion und Hintergrund
Die Dreharbeiten erstreckten sich über den Zeitraum 24. Oktober bis 5. Dezember 1944. Der Film hatte am 31. März 1945 in New York Premiere. Am 5. April 1945 lief er dann allgemein in den Kinos der USA an. 
Neben Walter Scharf als musikalischer Leiter waren Albert Newman, Kim Gannon, Woody Herman, Ralph Burns und Walter Kent für die Musik im Film verantwortlich. Sammy Lee inszenierte die Tänze. Earl Carroll war während seiner Karriere ein erfolgreicher Komponist, Dramatiker, Regisseur und Besitzer eines Nachtclubs. Der Film basiert auch auf Carrolls erfolgreichen „Vanities-Shows“ sowie seinen „Sketchbook“-Produktionen, bei denen Mitchell Leisen Regie führte und Carl Brisson und Victor McLaglen spielten. Bereits 1940 produzierte Carroll den Film  A Night at Earl Carroll’s (bei Paramount Pictures), der ebenfalls in einem Nachtclub spielt.

## Musiknummern
- Apple Honey (Woody Herman, Ralph Burns), vorgetragen von Woody Herman an His Orchestra
- Who Dat Up There? (Walter Kent, Bob Russell), vorgetragen von Woody Herman and His Orchestra
- Endlessly (Walter Kent, Kim Gannon), vorgetragen von Constance Moore
- Riverside Jive (Albert M. Newman), vorgetragen von Constance Moore
- I’ve Been Good for So Long (Walter Kent, Kim Gannon), vorgetragen von Constance Moore
- Rockabye Boogie (Walter Kent, Kim Gannon), vorgetragen von Constance Moore, Pinky Lee, Tommy Ivo, Woody Herman und Woody Herman and His Orchestra
- The Last Man in Town (Walter Kent, Kim Gannon), vorgetragen von Pinky Lee and Eve Arden
- You Beautiful Thing, You (Walter Kent, Kim Gannon)

## Auszeichnungen/Nominierungen
1946 wurden Walter Kent und Kim Gannon in der Kategorie „Bester Song“ mit ihrem Lied Endlessly aus diesem Film für einen Oscar nominiert, der jedoch an Richard Rodgers und Oscar Hammerstein und das Lied It Might as Well Be Spring aus dem Musicalfilm Jahrmarkt der Liebe (State Fair) ging.